# Dasygrammitis purpurascens
Dasygrammitis purpurascens är en stensöteväxtart som först beskrevs av Nadeaud, och fick sitt nu gällande namn av Barbara S. Parris. Dasygrammitis purpurascens ingår i släktet Dasygrammitis och familjen Polypodiaceae. Inga underarter finns listade.